# Yabea microcarpa
Yabea microcarpa är en flockblommig växtart som först beskrevs av William Jackson Hooker och George Arnott Walker Arnott, och fick sitt nu gällande namn av Koso-pol. Yabea microcarpa ingår i släktet Yabea och familjen flockblommiga växter. Inga underarter finns listade i Catalogue of Life.